# Linn Siri Jensen
Linn Siri Jensen, née le 18 janvier 1961 à Bergen, est une ancienne handballeuse internationale norvégienne qui évoluait au poste de gardienne. Elle a notamment joué pour les clubs de Fyllingen Håndball et IL Vestar.
Avec l'équipe de Norvège, elle participe notamment au Championnat du monde 1986 aux Pays-Bas.

## Palmarès

### Sélection nationale
- Championnat du monde
  -  3e du Championnat du monde 1986,  Pays-Bas